# ديفيد ليفين (سياسي)
ديفيد ليفين هو سياسي أمريكي، ولد في 18 مارس 1883، وتوفي في 9 مايو 1972.